# Klaus Wyborny
Klaus Wyborny, né le 5 juin 1945 à Bittkau (près de Magdebourg en Saxe-Anhalt), est un cinéaste avant-gardiste allemand, aussi producteur de films, réalisateur, acteur, directeur de la photographie et scénariste.
Connu pour ses films expérimentaux, il vit et travaille à Hambourg.

## Biographie et travail
Klaus Wyborny étudie la physique théorique à l'université de Hambourg et à l'université Yeshiva de New York de 1963 à 1970.
Klaus Wyborny participe avec plusieurs films à la documenta 5 à Cassel, en 1972, avec Das abenteuerliche, aber glücklose Leben des William Parmagino, Dallas Texas : After the Goldrush, Chimney Piece, A Crowd in the Face et Percy McPhe dans le département Filmschau: New European Cinema et présente également des films à la documenta 6 (1977). Wyborny participe au Internationalen Forum des Jungen Films à Berlin en 1975, 1980 à 1982, 1986, 1992 et 1994. Il est présent à plusieurs reprises (2002, 2005, 2006, 2009, 2010, 2012, 2014, 2015) à la Viennale de Vienne. De 2002 à 2003, il est professeur invité à l'Université des Arts de Berlin. De 2009 à 2015, il est professeur à l'Université des sciences appliquées de Mannheim.

## Littérature et sources
- Ausstellungskatalog: documenta 5. Befragung der Realität – Bildwelten heute; Katalog (als Aktenordner) Band 1: (Material); Band 2: (Exponatliste), Kassel, 1972
- documenta Archiv (Hrsg.) ; Wiedervorlage d5 – Eine Befragung des Archivs zur documenta 1972, Kassel/Ostfildern 2001,  (ISBN 3-7757-1121-X)
- Katalog zur documenta 6: Band 1: Malerei, Plastik/Environment, Performance; Band 2: Fotografie, Film, Video; Band 3: Handzeichnungen, Utopisches Design, Bücher, Kassel, 1977  (ISBN 3-920453-00-X)

## Récompenses et distinctions
- (en) Klaus Wyborny: Awards, sur l'Internet Movie Database